# Velocitat orbital
La velocitat orbital d'un cos, generalment un planeta, un satèl·lit natural, un satèl·lit artificial, o una estrella múltiple, és la velocitat a la qual orbita al voltant del baricentre d'un sistema, normalment al voltant d'un altre cos més massiu. Aquest terme s'utilitza tant per referir-se a la velocitat orbital mitjana al llarg de l'òrbita, com a la velocitat orbital instantània, en un punt concret d'aquesta òrbita.
Per un cos orbitant al voltant d'un altre cos molt més massiu, la velocitat orbital en un punt qualsevol de l'òrbita es pot calcular a partir de la distància al cos central en aquell punt, i de l'energia mecànica del cos, que és la suma de la seva energia cinètica i potencial i que és independent de la posició en l'òrbita. Per al cas d'una òrbita el·líptica, l'energia mecànica és negativa i la velocitat orbital ({\displaystyle v\,}) és:
òrbita el·líptica: {\displaystyle v={\sqrt {GM\left({2 \over {r}}-{1 \over {a}}\right)}}}
Aquesta és l'equació vis-viva, on:
- {\displaystyle G\,} és la constant gravitacional
- {\displaystyle M\,} és la massa del cos central
- {\displaystyle r\,} és la distància entre el cos que orbita i el cos central
- {\displaystyle a\,\!} és el semieix major

Si la velocitat del cos augmenta prou perquè l'energia mecànica sigui zero, l'òrbita serà parabòlica i el cos aconseguirà la velocitat d'escapament:
òrbita parabòlica: {\displaystyle v={\sqrt {GM\left({2 \over {r}}\right)}}}
Si la velocitat augmenta més encara, l'òrbita serà hiperbòlica i la velocitat:
òrbita hiperbòlica: {\displaystyle v={\sqrt {GM\left({2 \over {r}}+{1 \over {a}}\right)}}}

## Velocitat orbital mitjana
La velocitat orbital mitjana es pot deduir a partir d'observacions del període orbital i el semieix major de l'òrbita, o també a partir del valor de les masses dels dos cossos i el semieix major.
{\displaystyle v_{o}={2\pi r \over T}}
{\displaystyle v_{o}={\sqrt {mG \over r}}}
on {\displaystyle v_{o}} és la velocitat orbital, r és la llargada del semieix major, T és el període orbital, m és la massa de l'altre cos, i G és la constant gravitacional. Això és només una aproximació vàlida quan la massa del cos que orbita és menyspreable respecte la massa del cos central.
De forma més precisa,
{\displaystyle v_{o}={\sqrt {m_{2}^{2}G \over (m_{1}+m_{2})r}}}
on {\displaystyle m_{1}} és ara la massa del cos orbitant, {\displaystyle m_{2}} és la massa del cos central i r és la distància entre els dos cossos. Això és encara una simplificació que només val per a òrbites circulars i no el·líptiques, però almenys val per a cossos amb masses similars.